# اوزیا دی پائولا ماسیل
اوزیا دی پائولا ماسیل (به پرتغالی: Ozéia de Paula Maciel) مدافع اهل برزیل است که در شهر Nonoai (ریو گرانده جنوبی),  برزیل و در تاریخ ۱۱ دسامبر ۱۹۸۲ به دنیا آمده‌است.
اوزیا دی پائولا ماسیل در تیم‌های فوتبال Rio Branco سابقهٔ حضور دارد.